# Ранкен, Уильям
Уильям Брюс Эллис Ранкен (англ. William Bruce Ellis Ranken; 11 апреля 1881 года, Эдинбург — 31 марта 1941 года, Лондон) — английский художник, знаменитый своими парадными портретами и утончёнными изображениями молодых мужчин.

## Биография
Родился в Эдинбурге (Шотландия) в семье Роберта Берта Ранкена, богатого и преуспевающего адвоката, и его жены Мэри. Уильям учился в знаменитом Итонском колледже, а затем перешёл в школу искусств Слейда, где обучался под руководством художника-импрессиониста Генри Тонкса. Его однокурсником был актёр Эрнест Тесайджер (1879—1961), ставший его другом на всю жизнь; в 1917 году он женился на сестре художника, Джанетт Ранкен (1877—1970), а в следующем, 1918 году, художником был написан его портрет.
Первая персональная выставка Ранкена состоялась в 1904 году в галерее Карфакс в Лондоне, и была хорошо принята художниками и искусствоведами. Он подружился с Уилфридом де Гленом и Джоном Сингером Сарджентом, художниками-импрессионистами, находившимися на пике популярности. В начале Первой мировой войны Ранкен жил в своей студии в Челси, недалеко от студии Сарджента, вместе с которым, по одной из версий, он отважился пересечь на пароходе Атлантику и отправиться в Америку в годы Первой мировой войны.
В Америке, Сарджент познакомил его с многими влиятельными людьми, в том числе, с Изабеллой Стюарт Гарднер. Ранкен получил заказы на портреты от многих богачей, в том числе членов семей Уитни, Вандербильтов и Хавермайеров. Ранкен работал в нескольких разных техниках: акварелью, маслом и пастелью.
По другой версии, в годы войны Ранкен находился не в Америке с Саржентом, а на Западном фронте с Тесигером.
После войны Ранкен приобрел поместье Уорбрук-хаус в Эверсли, в графстве Хэмпшир. В 1920-е годы написал множество портретов членов британской королевской семьи и аристократии, а также виды интерьеров их домов. Однако, в годы Великой депрессии дела Ранкена пошли хуже. Расходы, связанные с содержанием недвижимости, оказались слишком большими, и Уорбрук-хаус пришлось продать. Ранкен скоропостижно скончался в Лондоне в 1941 году и был похоронен рядом с Уорбруком, в церкви Святой Марии (Сент-Мэри; церковь находится рядом с дорогой A327, примерно в двух милях от A30).
После неожиданной смерти брата, его сестра Джанетт подарила более 200 его работ различным британским музеям и галереям. В результате этого, картины Ранкена хранятся в большом количестве музейных коллекций Великобритании, включая Портсмутский музей, Музей Рединга, Бристольский городской музей, Музей Нортгемптона, музей Дерби, Городской музей Лидса, и Правительственную художественную коллекцию.

## Галерея
- Игрок в поло
- Портрет
- Холл поместья Уорбрук
- Портрет мальчика
- Портрет Эрнеста Тезингера
- Килты
- Королевский конногвардеец
- Портрет Роберта Брюса[вд]
- Двери в сад
- Портрет
- Портрет четы Темплтон
- Великий князь Всеволод Иоаннович